# Bathyphantes enslini
Bathyphantes enslini är en spindelart som beskrevs av Embrik Strand 1910. Bathyphantes enslini ingår i släktet Bathyphantes och familjen täckvävarspindlar.
Artens utbredningsområde är Tyskland. Inga underarter finns listade.